# 蒙伯农赌场

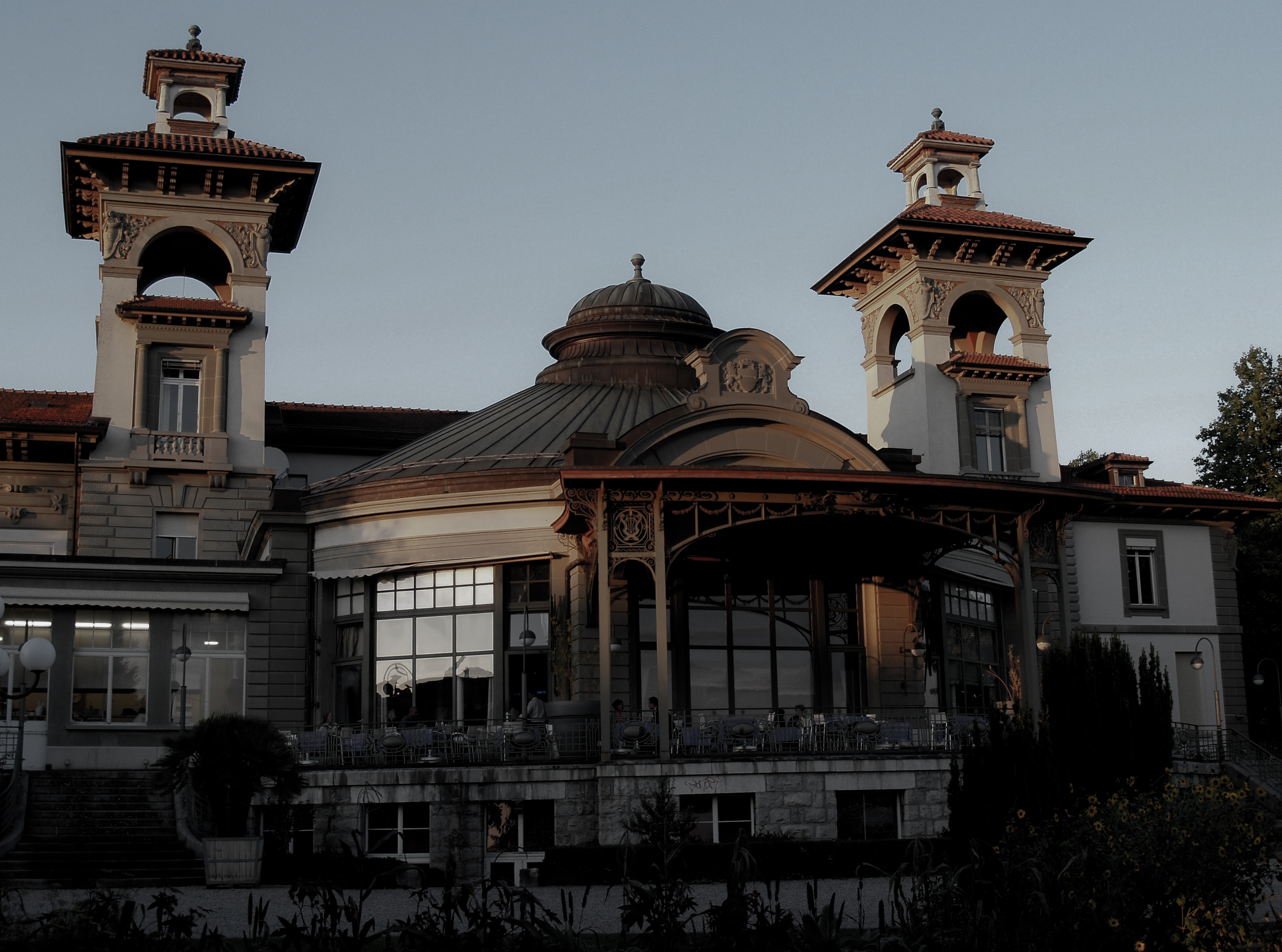
蒙伯农赌场

蒙伯农赌场（Casino de Montbenon）是瑞士洛桑的一座历史建筑，建于1908年 目前设有瑞士电影资料馆、礼堂和餐厅。该建筑包含电影院、多用途音乐厅和电影院 Salle Paderewski以及La Salle des Fêtes，一个可以举办不同类型活动的大型多用途空间。除了瑞士电影资料馆的活动以外，蒙伯农赌场还举办洛桑地下电影和音乐节、爵士音乐节 Jazz Onze+ （页面存档备份，存于）和非洲电影节Cinémas d'Afrique （页面存档备份，存于）等活动。